# Серне л'Еглис
Серне л'Еглис (фр. Cernay-l'Eglise) насеље је и општина у источној Француској у региону Франш-Конте, у департману Ду која припада префектури Монбелијар.
По подацима из 2011. године у општини је живело 282 становника, а густина насељености је износила 47,39 становника/km². Општина се простире на површини од 5,95 km². Налази се на средњој надморској висини од 850 метара (максималној 982 m, а минималној 787 m).

## Демографија
| 1962. | 1968. | 1975. | 1982. | 1990. | 1999. | 2011. |
| ----- | ----- | ----- | ----- | ----- | ----- | ----- |
| 109   | 117   | 154   | 225   | 232   | 258   | 282   |

График промене броја становника у току последњих година